# コロ語 (インド)
コロ語は、インド北東部におけるごく少数者による言語。シナ・チベット語の特徴を有する。

## 概要
コロ語は、シナ・チベット語族に属する言語グループである。2008年、「コロ語」の存在が明らかになった。
2010年、ナショナルジオグラフィック協会が支援する少数文化・言語研究において、言語学者がインド北東部のアルナーチャル・プラデーシュ州を訪れ、アカ語（ハニ語）およびミジ語の調査をしたおり、「コロ語」が両者とは音の組み合わせや発音などにおいてまったく系統の異なる言語であることに気づき、それまでまったく文献資料に記載されなかった言語として、2010年10月に発表された。

## 特徴と話者
言語学者のチームを率いるスワースモア大学（アメリカ合衆国ペンシルベニア州）のデヴィッド・ハリソン准教授は「アカ語とコロ語の響きには、英語と日本語ほどの大きな違いがある」と指摘しており、また、他のチベット・ビルマ語派のいずれとも深いつながりがみられないとしている。コロ語は、表記のための文字を持たず、話者は800人程度にすぎないが、その大半は20歳以上であり、若年の話者がいないため消滅の危機に瀕している。若年者の多くはヒンディー語や英語への転換が顕著にみられるという。
コロ語話者とアカ語話者のいずれも共通言語を用いないが、いずれの話者も互いの言語に違いがあるとは考えていないと観察されている。少数言語の研究者であるグレゴリー・アンダーソンによれば、民族的な違いを互いに認識しないほど同化の進んだ2種族のなかに、体系の異なる別の言語が共存しているのはきわめて珍しい事例であるという。

## その他
2012年、グーグルが始めた絶滅危惧言語保護プロジェクトの紹介ビデオの中でコロ語の歌が取り上げられた。